# Lord Holyroodhouse
Lord Holyroodhouse war ein erblicher britischer Adelstitel in der Peerage of Scotland.
Der Titel wurde als erbliche Lordship of Parliament am 20. Dezember 1607 von König Jakob VI. an den Juristen John Bothwell, Lord Holyroodhouse, verliehen. Diesem war als Richter am Court of Session bereits am 2. Juli 1593 als Law Lord der nicht-erbliche Titel Lord Holyroodhouse verliehen worden. Die Namensgebung des Titels bezieht sich auf den ehemaligen Augustiner-Chorherrenstift Holyrood Abbey bei Edinburgh, dessen Gästehaus zwischenzeitlich zum Holyroodhouse ausgebaut worden war. Bothwell hatte dieses Anwesen 1582 erworben, das 1607 für ihn in eine weltliche Herrschaft umgewandelt wurde.
Sein einziger Sohn, der 2. Lord, starb 1638 unverheiratet und kinderlos und seine Ländereien fielen an die Krone zurück. In der Folgezeit wurde das Anwesen Holyroodhouse zu Holyrood Palace weiter ausgebaut. Da männliche Verwandte der beiden Lords 1704 und 1734 (wenn auch erfolglos) versuchten, als Erbe des Titels amtlich anerkannt zu werden, gilt der Titel nicht als erloschen, sondern als ruhend.

## Liste der Lords Holyroodhouse (1607)
- John Bothwell, 1. Lord Holyroodhouse († 1609)
- John Bothwell, 2. Lord Holyroodhouse († 1638)